# 约翰·沙利文 (将领)
約翰·沙利文（英語：John Sullivan，1740年2月17日—1795年1月23日），愛爾蘭裔律師，大陸議會議員，美國獨立戰爭時期大陸軍少將，第3任及第5任新罕布什爾州州長，1789年至1795年新罕布什爾州美國聯邦法官。
沙利文在美國獨立戰爭深得大陸軍總司令喬治·華盛頓信任，並在長島會戰、特倫頓戰役及白蘭地酒戰役等主要戰事擔當指揮官。他也在1779年被華盛頓派往遠征俄亥俄谷地的北美原住民部落，成功摧毀多座易洛魁聯盟的村莊。不過沙利文在戰爭中經常遭逢挫敗，再加上他性格好辯，使他開罪了不少大陸議會政要，最終導致他在1779年辭去軍職。沙利文後來再次獲選為大陸議會議員，但他又收受了法國大使的資金而捲入醜聞。戰後沙利文促使新罕布什爾州支持美國制憲會議，先後兩次出任州長，並在晚年獲華盛頓總統任命為新罕布什爾州美國聯邦法官。

## 早年
沙利文在生於1740年新罕布夏省薩默斯沃思，父母是愛爾蘭裔移民，在1737年移居北美。沙利文的早年生活不詳。他在父親指導下獲得良好教育，然後在1750年代跟隨山謬·利弗摩爾學習法律，並在1760年左右成為執業律師。沙利文也協助弟弟詹姆士·沙利文學習法律，而詹姆士日後更成為第七任麻薩諸塞州州長。1760年沙利文結婚後移居杜倫鎮，逐漸累積一定房產，並在1762年獲任命為新罕布什爾州的民兵少校。
沙利文在1760年代如何看待英國的增稅政策以及殖民地的反抗，已經沒有充足的文獻考究，但他在1774年公開反對英國政府任命新罕布什爾殖民地的大法官，指責此舉侵害殖民者的權利，政治立場已經傾向反抗一方。沙利文在波士頓茶葉事件後反對《強制法案》，並且被新罕布什爾地方議會選派參與第一屆大陸會議。他在議會上大力支持麻薩諸塞灣殖民地、以約翰·亞當斯等人為首的激進派系，並在會後遊說新罕布什爾市民罷買英國貨品。沙利文與約翰·蘭登在1774年12月分別率領民突襲威廉與瑪麗堡，奪取該處的英軍火藥武器，避免遭到英軍收繳。他們兩人在1775年一同代表新罕布什爾參與第二屆大陸會議，而美國獨立戰爭則在同年4月列星頓和康科德戰役後正式爆發。

## 美國獨立戰爭

### 加拿大、紐約及新澤西州戰事
沙利文在1775年6月獲大陸議會任命為大陸軍准將。當時沙利文幾乎沒有軍事經驗，在年資上也比同州的約翰·史塔克為低，故此他的任命很大程度是出自政治考慮。沙利文隨後趕到波士頓加入喬治·華盛頓麾下，並參與波士頓之圍。他在1776年4月被華盛頓派往提康德羅加堡，支援遠征加拿大失敗的大陸軍兵，並接替因天花病死的約翰·湯馬士准將。當時沙利文指揮了大陸軍敗兵退回紐約州，認為議會應該任命自己為加拿大方面軍隊的總司令，不料議會卻選擇了霍雷肖·蓋茨出任。沙利文憤而向菲力·斯凱勒稱自己打算向費城辭職，但最後在約翰·漢考克等人挽留下打消主意，而議會不久也派他到紐約市協助華盛頓作戰。
沙利文在1776年8月的長島會戰暫代生病的彌敦內爾·格連指揮部隊，並且奮勇作戰，但他卻被黑森僱傭兵俘虜，而隨後發生的事件更令到沙利文與議會之間出現裂痕。當時北美英軍總司令威廉·何奧厚待沙利文和斯特靈勳爵兩名戰俘，然後將沙利文假釋，但又要求他向大陸議會傳話。何奧聲稱英國政府已經授權他與理查德·何奧處理所有殖民地事務，而他們兩兄弟也願意與大陸議會尋求和解；但礙於身份所限，他們不能承認議會的權威，故此所有議員只能以個人身份出席和解會議。
沙利文沒有察覺到事態敏感，而欣然接納，並在9月到費城報訊，觸怒多名議會代表。當時議會普遍認為何奧只是想藉機分化議會，但沙利文卻心甘情願擔當何奧的傀儡。約翰·亞當斯私下向本傑明·魯殊透露，他恨不得長島會戰第一枚發射的子彈就打中沙利文的腦袋，更形容沙利文是隻何奧派來的假鴨子圈套，引誘美國人放棄獨立。議會最終同意將沙利文及斯特靈勳爵進行戰俘交換，但表明英國必須承認議會為美國的合法代表機構，而何奧也只能與議會授權的人士舉行和談。英美雙方最後在9月11日舉行斯塔滕島和議，但沒有取得任何成果。
沙利文在9月底重返華盛頓麾下，先後參與沛爾岬之戰及白原戰役，然後調往查理斯·李麾下守備哈德遜河高地。後來華盛頓向新澤西州及賓夕法尼亞州敗走，但李卻諸加拖延。12月12日李遭到伯納斯特·塔爾頓俘虜，沙利文隨即接過指揮，率軍趕往南方。他的部隊及時增援華盛頓，隨即參與特倫頓戰役、阿孫平克溪戰役及普林斯頓戰役，立下重要戰功。

### 爭議纏身與辭職

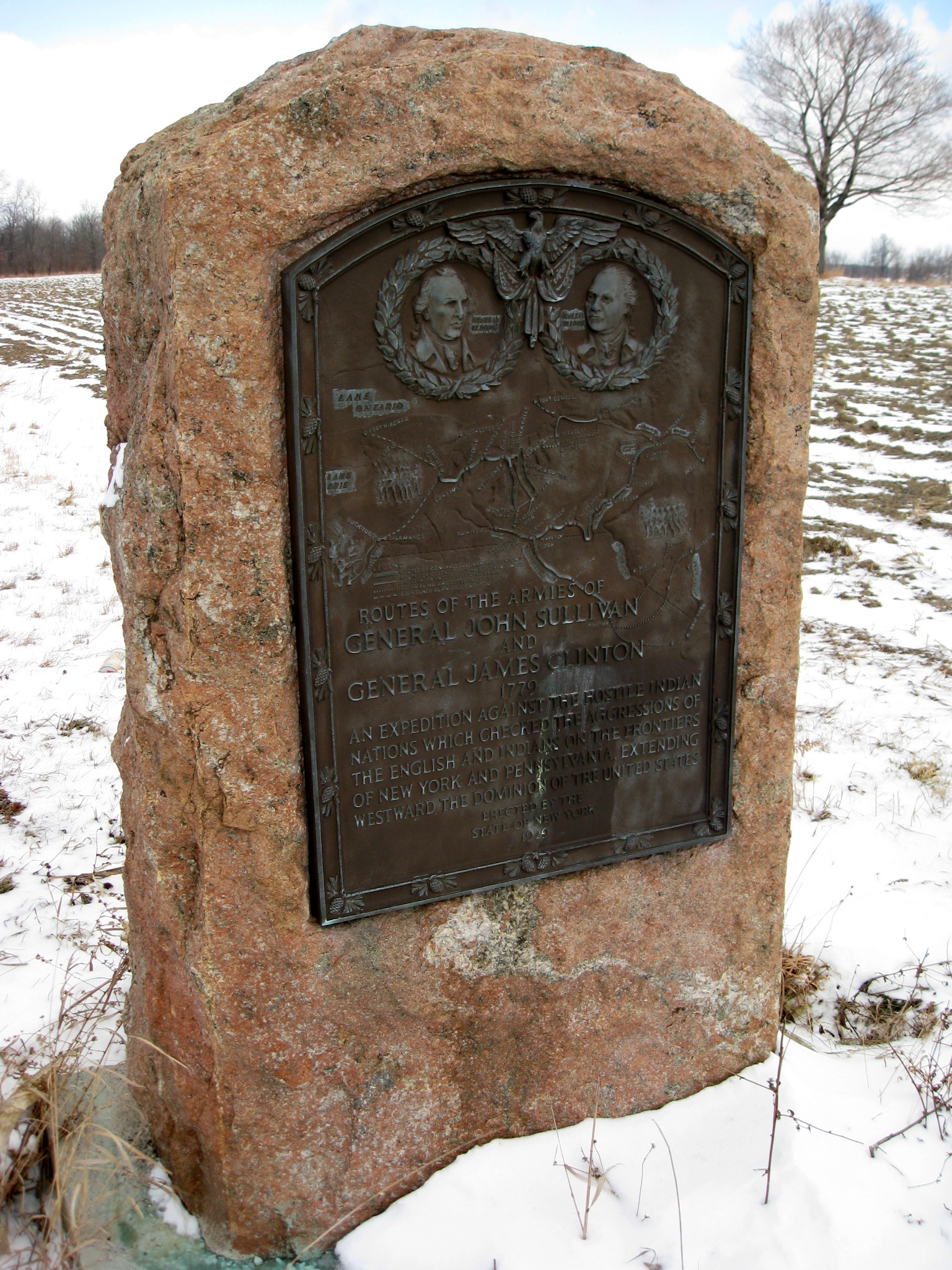
紐約州紀念沙利文遠征的石碑。

踏入1777年，沙利文加倍爭取獨立指揮職位。他不滿阿瑟·聖克萊獲任命鎮守提康德羅加堡，招致支持聖克萊的賓夕法尼亞派系敵視。後來法國軍官菲利浦·杜·庫德賴獲議會任命為少將，沙利文又與格連及亨利·諾克斯一同向大陸議會請辭抗議，令到議會處境非常尷尬，而事件最終因庫德賴意外溺斃才告一段落。
1777年費城戰役期間，沙利文在數場戰事中遭遇挫敗，令他招致更多攻擊。他在8月斯塔騰島戰役成功突襲英軍，卻在撤退時有超過200人被俘。由於被俘者不少來自馬利蘭州，塞繆爾·蔡斯及喬治·雷德更要求議會禁止沙利文指揮馬利蘭及特拉華州的士兵，暗示他應該辭去軍職，只是最終未有成事。1777年9月白蘭地酒戰役，沙利文又被多名部下指責未能看守北方多個淺灘，致使何奧成功突擊大陸軍的側翼；北卡羅萊納州的議員湯馬士·伯克更認為沙利民疏忽職守。雖然白蘭地酒之敗與華盛頓的部署失當有更大關係，且沙利文在隨後的聽證會也獲判無罪，但這些批評已經傷害到沙利文的名聲。華盛頓在10月的日耳曼鎮戰役更選擇與沙利文一同出征，以免他受到不必要的批評。
沙利文在1778年終於爭取到獨立指揮作戰的機會。他在7月率軍發動羅德島戰役，但大陸軍卻與法國海軍欠缺協調，再加上颶風吹襲，致使圍城戰失敗告終。沙利文憤而公開指責法國海軍上將德斯坦伯爵，令到新近建立的美法同盟蒙上陰影，使他捲入更多爭議。1779年，華盛頓派沙利文遠征俄亥俄谷地的北美原住民部落，削弱親英及中立的易洛魁聯盟勢力。沙利文謹慎地準備軍隊，並在補給艱難的情況下摧毀多座易洛魁聯盟的村莊，終於在軍事上取得成就，可是他在籌措補給時又多次批評議會的戰爭委員會（Board of War）。委員會隨即向議會投訴沙利文作出不實指控，而沙利文則在11月以健康為由向議會請辭，並且被議會大比數接納。

### 重返議會
沙利文雖然在議會開罪不少人物，但他在新罕布什爾州仍有隆重聲望。他在1780年恢復健康後重操律師故業，但州議會卻在他反對之下，選派他再次擔任大陸議會議員。
沙利文上任後即要處理新罕布什爾贈地的去留問題。紐約州和新罕布什爾州早在獨立戰爭爆發前，已經在爭奪該片土地的管轄權，但居住在當地的佛蒙特居民卻打算爭取獨立，並且在1777年成立佛蒙特共和國。雖然佛蒙特在戰爭之初支持革命，但英國在薩拉托加戰役落敗後，開始拉攏佛蒙特加入英屬的加拿大，令到局勢更加複雜。當時議會正為兩州重新劃定邊界，並討論佛蒙特的獨立問題。沙利文堅持紐約州的疆界不能囊括贈地範圍，並指新罕布什爾州寧願接納佛蒙特為獨立州分。此外，沙利文也嘗試改善大陸軍的補給系統，以及挽救日益惡化的財政問題。這些問題在他任期內都沒有解決。
沙利文在議會任期內也捲入與法國通敵的醜聞。當時法國政府正在大陸議會安插勢力，以影響日後英美談判停火的邊界協議內容。當法國大使路澤恩得悉沙利文陷入財政困難時，便主動向沙利文「借貸」約68堅尼周轉。法國方面沒有期望沙利文會清還借款，而沙利文的發言立場也一直傾向法國一方，並時常與路澤恩商討時政。在多名親法議員的支持下，大陸議會選派了約翰·傑伊、本傑明·富蘭克林及亨利·勞倫斯前往巴黎會合約翰·亞當斯，與英國商討停戰，最終達成1783年巴黎條約。沙利文在1781年8月任期結束前回到新罕布什爾州，並且不尋求連任。

## 戰後
沙利民在1782年至1786年間出任新罕布什爾州檢察官，並參與該州的憲法制訂。他在1785年參選新罕布什爾州州長落敗（該職位當時仍稱「總統」），但隨即獲選為新罕布什爾州下議院議長。沙利文隨後在1786年的州長選舉獲勝，促使新罕布什爾州支持美國制憲會議通過聯邦主義傾向的《美國憲法》。雖然沙利文在會議中途的1788年州長選舉連任失敗，但他仍參與了後來的制憲及修正案事宜。
1789年，沙利文在州長選舉再次獲勝，成為第五任新罕布什爾州州長，但他的健康已經開始惡化，故此沒有在1790年尋求連任。華盛頓就任美國總統後在1789年任命沙利文為新罕布什爾州美國聯邦法官，但沙利文在1792年後便因生病而未再上庭。1795年1月23日沙利文在家鄉杜倫病逝。